# Hydro lỏng
Hydro lỏng (LH2 hoặc LH2) là trạng thái lỏng của nguyên tố hydro. Hydro được tìm thấy tự nhiên trong các hình thức  phân tử H2.
Để tồn tại dưới dạng lỏng, H2 phải được làm lạnh xuống dưới điểm tới hạn hydro 33 K. Tuy nhiên, đối với hydro được trong một trạng thái hoàn toàn chất lỏng mà không sôi ở áp suất khí quyển, nó cần phải được làm lạnh đến 20,28 K (−423.17 °F/−252.87 °C). (-423,17 / -252,87 °C).  Một phương pháp phổ biến để thu được hydro lỏng bao gồm một máy nén giống như một động cơ phản lực ở cả bề ngoài và nguyên tắc. Hydro lỏng thường được sử dụng như một dạng hydro đặc để lưu trữ hydro. Như trong bất kỳ chất khí nào khác, lưu trữ dưới dạng lỏng mất ít không gian cho việc lưu kho hơn là là dưới dạng khí ở nhiệt độ bình thường và áp suất. Tuy nhiên, mật độ chất lỏng là rất thấp so với các loại nhiên liệu thông thường khác. Một khi hóa lỏng, nó có thể được duy trì như là một chất lỏng trong thùng áp lực và cách nhiệt.
Hydro lỏng bao gồm 99,79% parahydrogen, 0,21% orthohydrogen.

## Lịch sử
Năm 1885 Zygmunt Florenty Wroblewski công bố nhiệt độ tới hạn hydro ở mức 33 K; áp lực quan trọng, 13,3 atm; và điểm sôi, 23 K.
Hydrogen được hóa lỏng bởi James Dewar vào năm 1898 bằng cách sử dụng làm mát tái tạo và phát minh của mình, bình chân không. Việc tổng hợp đầu tiên của hình thức đồng phân ổn định của hydro lỏng, parahydrogen, đã đạt được bởi Paul Harteck và Karl Friedrich Bonhoeffer vào năm 1929.

## Các đồng phân spin của hydro
Hydro ở nhiệt độ phòng chủ yếu gồm các hình thức orthohydrogen. Sau khi sản xuất, hydro lỏng trong trạng thái siêu bền và phải được chuyển đổi thành các dạng đồng phân parahydrogen để tránh phản ứng tỏa nhiệt xảy ra khi nó thay đổi ở nhiệt độ thấp; này thường được thực hiện bằng cách sử dụng chất xúc tác như sắt (III) oxit, than hoạt tính, amiăng platin hóa, các kim loại đất hiếm, các hợp chất uranium, crom (III) oxit, hoặc một số hợp chất niken. 